# Luigi Zandomeneghi
Luigi Zandomeneghi (Colognola ai Colli, 20 febbraio 1779 – Venezia, 15 maggio 1850) è stato uno scultore italiano.
Le sue opere sono di stile neoclassico.

## Biografia
Allievo di Antonio Canova a Roma, diviene in seguito professore di scultura nella Regia Accademia di Belle Arti di Venezia e maestro, tra gli altri, dello scultore Marco Casagrande.
Lavora principalmente nella città di Venezia. Nel 1822 gli viene commissionata la statua dell'angelo da porre sulla sommità del campanile di San Marco di Venezia, ora distrutta in seguito al crollo del campanile del 1902.
Nel 1836, in seguito al grande incendio che rese necessaria la ricostruzione del Teatro La Fenice di Venezia, si occupò insieme a Sebastiano Santi della decorazione della sala con una serie di finti rilievi.
Con il figlio Pietro è autore, nella Basilica di Santa Maria Gloriosa dei Frari a Venezia, del monumento funebre di Tiziano e collaboratore di quello di Antonio Canova.
È autore anche del gruppo scultoreo in cima alla facciata su Piazza Unità d'Italia di Palazzo Stratti a Trieste.
Il nipote Federico sarà invece un valente pittore impressionista.

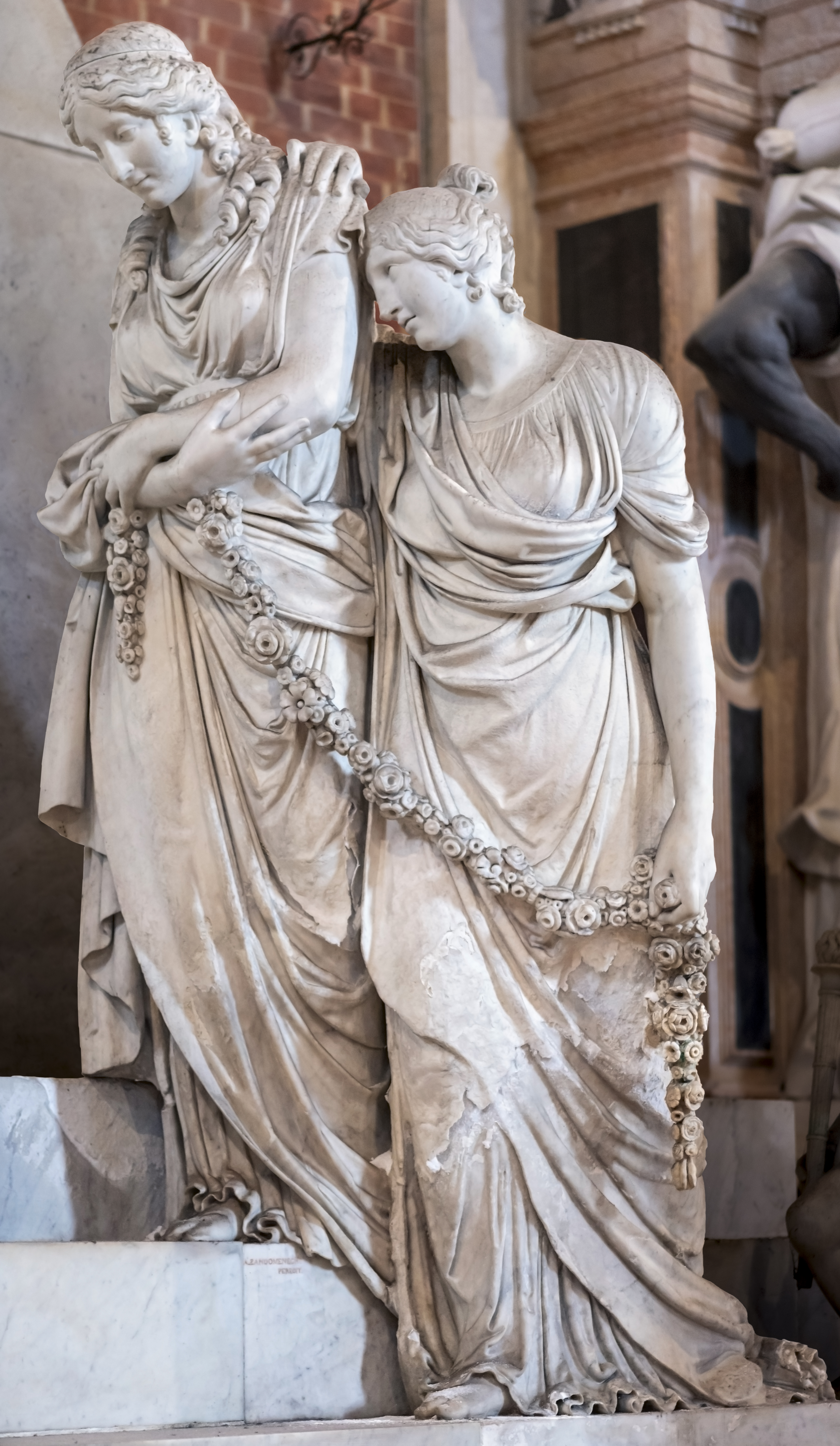
Monumento di Canova - La Pittura e l'Architettura Santa Maria dei Frari
Monumento di Jean-Gabriel du Chasteler
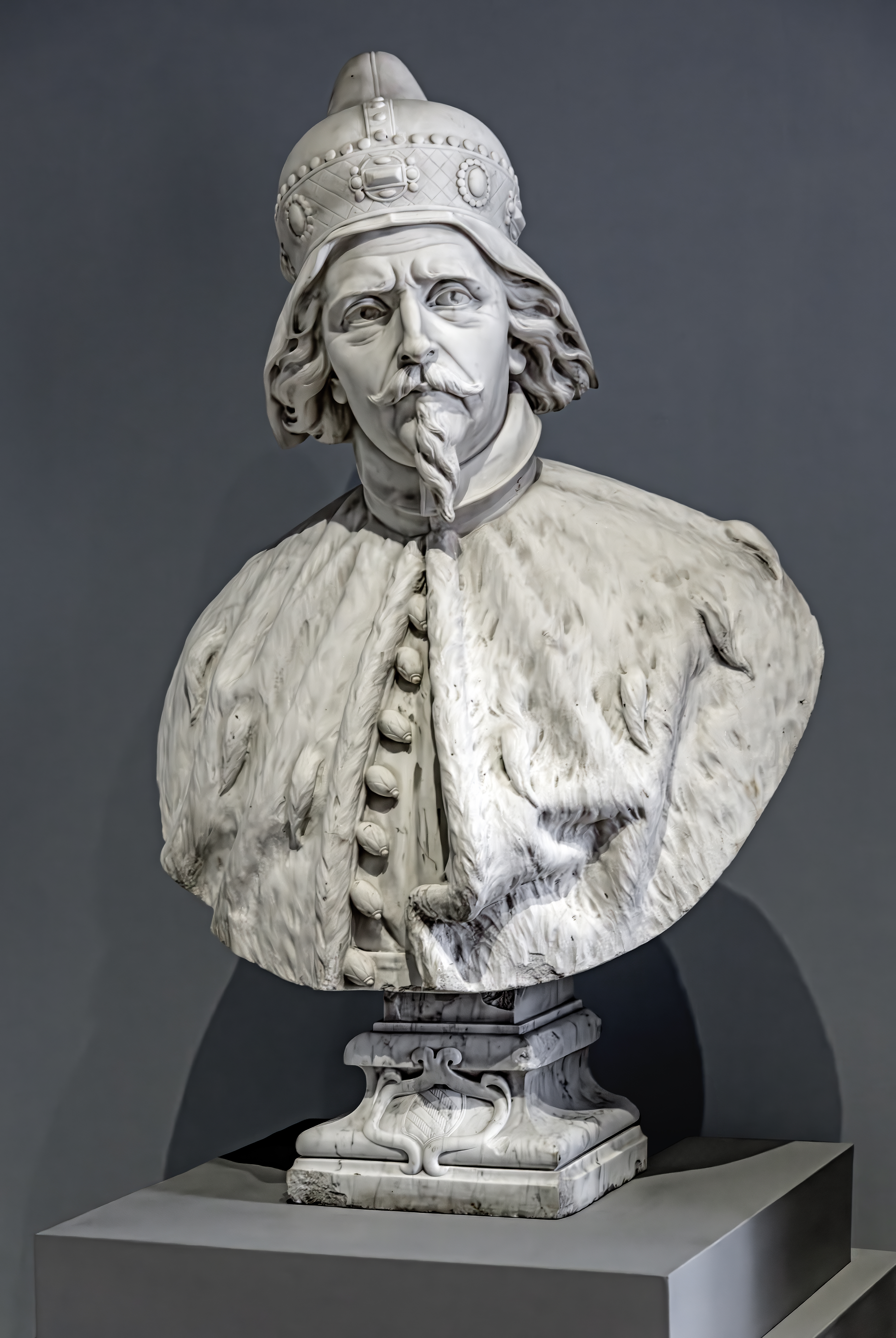
Alvise Contarini Pinacoteca Querini Stampalia
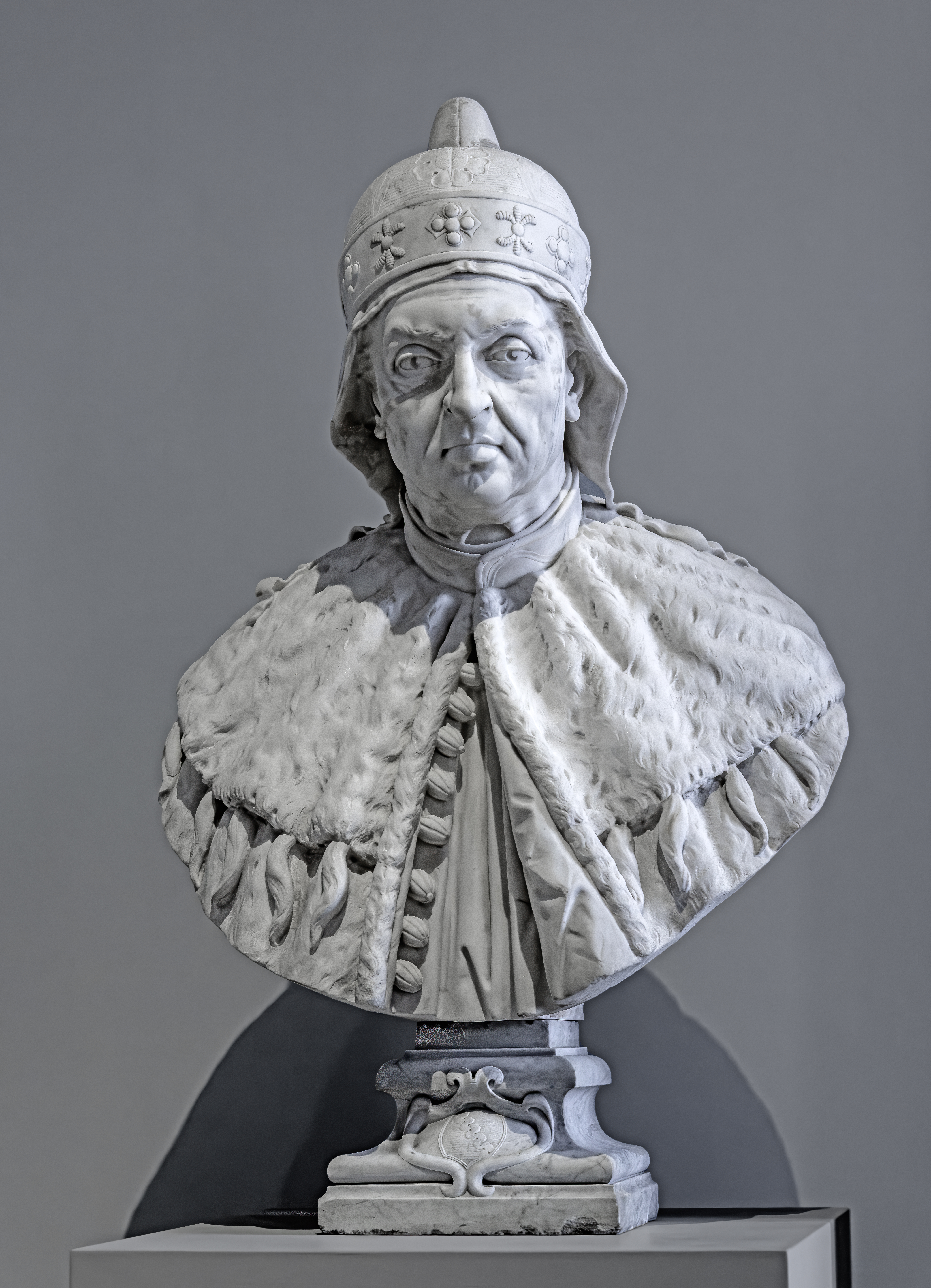
Niccolò Marcello Pinacoteca Querini Stampalia
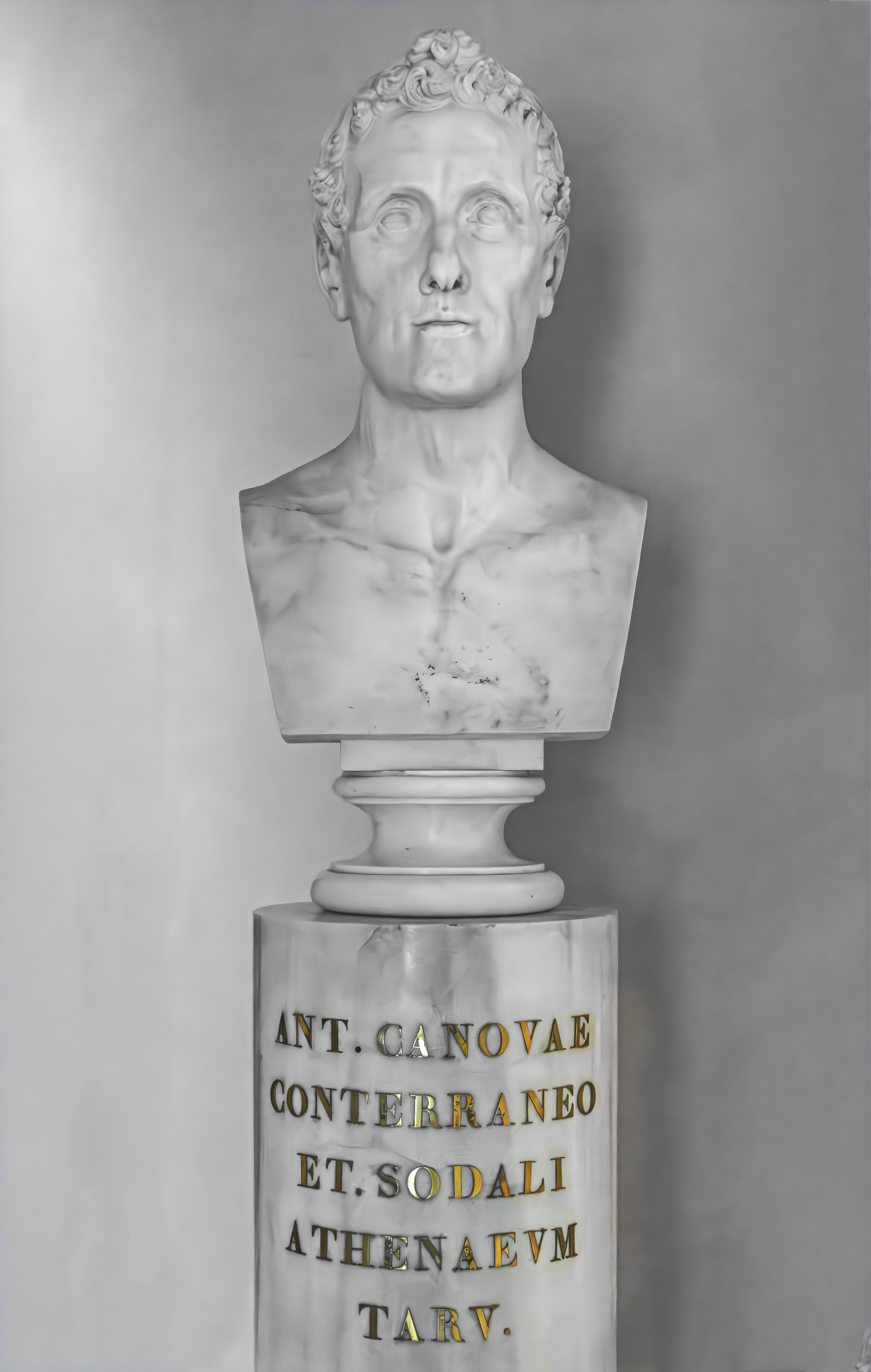
Busto di Antonio Canova - Museo civico Luigi Bailo